# Saarbahn GmbH
Pour les détails concernant le tram-train, voir Saarbahn.
 (mars 2018).
Si vous disposez d'ouvrages ou d'articles de référence ou si vous connaissez des sites web de qualité traitant du thème abordé ici, merci de compléter l'article en donnant les références utiles à sa vérifiabilité et en les liant à la section « Notes et références ».
Saarbahn GmbH est une entreprise de transport en commun basée à Sarrebruck. Elle exploite la majorité des lignes de bus de la communauté régionale de Sarrebruck, ainsi que le tram-train Saarbahn.

## Histoire
Le premier tramway à vapeur a été mis en service dans la commune de Saint-Jean en 1890. La ligne s’étendait alors de Sarrebruck à Luisenthal en passant par le marché Saint-Jean. Le 9 avril 1892 la société des tramways de la vallée de la Sarre (Gesellschaft für Straßenbahnen im Saartal) est créée, l’entreprise reprend la ligne et le 22 juillet 1892 est inscrite au registre des commerces. À partir du 8 février 1899 la première section de la ligne de Malstatt à Saint-Arnual est électrifiée et plusieurs autres lignes sont construites.
Au début de la Première Guerre mondiale le tramway transportait un nombre record de 22,3 millions de passagers. Avec la mobilisation générale, en août 1914, l’exploitation du chemin de fer est maintenue de façon limitée. Pour autant ce mode de transport reste fructueux, en 1917 la société de tramway (GSS) enregistre une augmentation de 44 % du nombre de passagers et de 50 % de ses recettes. Pendant la période Sarroise sous mandat de la Société des Nations, plusieurs lignes ont été prolongées, converties ou reconstruites. Le 1er septembre 1939, à la suite du début de la guerre, elles sont presque complètement arrêtées. Entre 1945 et 1948 ces opérations reprennent progressivement sur plusieurs tracés. En 1948 est utilisé pour la première fois un trolleybus sur la ligne en direction de Heusweiler. En raison d’embouteillages réguliers et de nombreuses perturbations du trafic on décide d’exploiter à long terme les transports publics avec des bus. Toutes les lignes de tramway ainsi que deux lignes de trolleybus sont remplacées par des bus diesel entre 1958 et 1965. Le 22 mai 1965 le dernier tramway circule dans la vallée.
Pendant 30 ans, la société des tramways de la vallée de la Sarre n’exploite plus qu’un réseau de bus, les « Saartal-Linien ». Cependant, au début des années 1990, le système de bus atteint sa limite de performance et certaines lignes ayant déjà un intervalle de deux minutes entre chaque bus sont surpeuplées. De plus la requalification de la Bahnhofstraße en zone piétonne a également supprimé un axe central. En 1992 est imaginé un « Saarbahn », un concept de tram-train sur le modèle de la ville de Karlsruhe qui traverserait la région, au-delà des frontières de la ville et du land. Sarrebruck est la première ville allemande à avoir décidé de construire un nouveau système de transport ferroviaire local. En juin 1995 la construction de la nouvelle section au sein de la ville, de Römerkastell à Malstatt, débute. Après presque deux ans et demi de construction, le premier tronçon de 19 km entre Sarreguemines et la Ludwigstraße à Sarrebruck est mis en service le 24 octobre 1997. Par la suite, après la reconstruction du pont Josefbrücke dans le quartier de Malstatt la ligne est prolongée vers le Nord jusqu’à Cottbuser Platz le 31 juillet 1999, Siedlerheim le 12 novembre 2000 et Riegelsberg Süd le 24 septembre 2001. Parallèlement, les gares de Brebach, Güdingen et Kleinblittersdorf qui étaient encore conçues pour une exploitation de la DB sont adaptées.
En 2002, l’entreprise est renommée « Saarbahn GmbH ». La poursuite de la construction de la ligne à travers Riegelsberg a été compliquée car de nombreux habitants ont manifesté leur désapprobation envers le tracé, une initiative citoyenne a été fondée et plusieurs résidents ont fait appel. Par conséquent le trafic vers Walpershofen/Etzenhofen n’a pas pu débuter en 2007 mais seulement à partir du 26 septembre 2009. Le tracé situé entre Etzenhofen et Heusweiler emprunte l’ancienne ligne Köllertalbahn. Cette dernière est rénovée et permet la poursuite de la ligne jusqu’à Heusweiler Markt à partir du 1er novembre 2011 puis jusqu’à Lebach Jabach le 5 octobre 2014. Cette dernière extension achève la construction de la ligne Saarbahn pour le moment.

## Lignes
Le réseau Saarbahn est constitué des lignes suivantes :
| Ligne | Caractéristiques | Caractéristiques                                                | Caractéristiques                                                | Caractéristiques                                                | Caractéristiques                                                | Caractéristiques                                                | Caractéristiques                                                | Caractéristiques                                                | Caractéristiques                                                |
| S1    | Sarreguemines ⥋ Lebach Jabach | Sarreguemines ⥋ Lebach Jabach                                   | Sarreguemines ⥋ Lebach Jabach                                   | Sarreguemines ⥋ Lebach Jabach                                   | Sarreguemines ⥋ Lebach Jabach                                   | Sarreguemines ⥋ Lebach Jabach                                   | Sarreguemines ⥋ Lebach Jabach                                   | Sarreguemines ⥋ Lebach Jabach                                   | Sarreguemines ⥋ Lebach Jabach                                   |
| ----- | --- | --------------------------------------------------------------- | --------------------------------------------------------------- | --------------------------------------------------------------- | --------------------------------------------------------------- | --------------------------------------------------------------- | --------------------------------------------------------------- | --------------------------------------------------------------- | --------------------------------------------------------------- |
| S1    | Ouverture / Fermeture 1997 / — | Longueur 43,36 km                                               | Durée —                                                         | Nb. d’arrêts 43                                                 | Matériel Bombardier Flexity Link                                | Jours de fonctionnement L, Ma, Me, J, V, S, D                   | Jour / Soir / Nuit / Fêtes O / O / O / O                        | Voy. / an 13 millions                                           | Dépôts Brebach ; Lebach Jabach                                  |
| S1    | Desserte : Sarreguemines, Hanweiler Bahnhof, Auersmacher, Kleinblittersdorf Bahnhof, Bübingen, Güdingen Bahnhof, Brebach Bahnhof, Römerkastell, Kieselhumes, Hellwigstraße, Uhlandstraße, Landwehrplatz, Johanneskirche, Kaiserstraße, Hauptbahnhof, Trierer Straße, Ludwigstraße, Cottbuser Platz, Pariser Platz/St. Paulus, Rastpfuhl, Siedlerheim, Heinrichshaus, Riegelsberg Süd, Wolfskaulstraße, Riegelsberg Rathaus, Riegelsberg Kirchstraße, Riegelsberghalle, Güchenbach, Gisorsstraße, Walpershofen/Etzenhofen, Walpershofen Mitte, Walpershofen Mühlenstraße, Heusweiler Schulzentrum, Heusweiler Markt, Heusweiler In der Hommersbach, Heusweiler Kirschhof, Eiweiler, Eiweiler Nord, Landsweiler Süd, Landsweiler Nord, Lebach Süd, Lebach, Lebach Jabach. |                                                                 |                                                                 |                                                                 |                                                                 |                                                                 |                                                                 |                                                                 |                                                                 |
| S1    | Autre : il s'agit du tram-train Saarbahn. |                                                                 |                                                                 |                                                                 |                                                                 |                                                                 |                                                                 |                                                                 |                                                                 |
| S1    | Dernière actualisation : — |                                                                 |                                                                 |                                                                 |                                                                 |                                                                 |                                                                 |                                                                 |                                                                 |
| 30    | Hauptbahnhof ⥋ Forbach Gare routière | Hauptbahnhof ⥋ Forbach Gare routière                            | Hauptbahnhof ⥋ Forbach Gare routière                            | Hauptbahnhof ⥋ Forbach Gare routière                            | Hauptbahnhof ⥋ Forbach Gare routière                            | Hauptbahnhof ⥋ Forbach Gare routière                            | Hauptbahnhof ⥋ Forbach Gare routière                            | Hauptbahnhof ⥋ Forbach Gare routière                            | Hauptbahnhof ⥋ Forbach Gare routière                            |
| 30    | Ouverture / Fermeture — / — | Longueur —                                                      | Durée —                                                         | Nb. d’arrêts 12                                                 | Matériel —                                                      | Jours de fonctionnement L, Ma, Me, J, V, S                      | Jour / Soir / Nuit / Fêtes O / N / N / N                        | Voy. / an —                                                     | Dépôt —                                                         |
| 30    | Desserte : Hauptbahnhof, Bahnhofstraße, Gutenbergstraße, Messegelände, Schönecker Weg, Brême d'or, Rue de Metz, Rue St. Henri, Rue St. Charles, Rue des Écoles, Rue Couturier, Forbach Gare routière. |                                                                 |                                                                 |                                                                 |                                                                 |                                                                 |                                                                 |                                                                 |                                                                 |
| 30    | Autre : cette ligne fait également partie du réseau français Forbus, avec le même indice. |                                                                 |                                                                 |                                                                 |                                                                 |                                                                 |                                                                 |                                                                 |                                                                 |
| 30    | Dernière actualisation : — |                                                                 |                                                                 |                                                                 |                                                                 |                                                                 |                                                                 |                                                                 |                                                                 |
| 101   | Füllengarten Siedlung ⥋ Dudweiler Dudoplatz | Füllengarten Siedlung ⥋ Dudweiler Dudoplatz                     | Füllengarten Siedlung ⥋ Dudweiler Dudoplatz                     | Füllengarten Siedlung ⥋ Dudweiler Dudoplatz                     | Füllengarten Siedlung ⥋ Dudweiler Dudoplatz                     | Füllengarten Siedlung ⥋ Dudweiler Dudoplatz                     | Füllengarten Siedlung ⥋ Dudweiler Dudoplatz                     | Füllengarten Siedlung ⥋ Dudweiler Dudoplatz                     | Füllengarten Siedlung ⥋ Dudweiler Dudoplatz                     |
| 101   | Ouverture / Fermeture — / — | Longueur —                                                      | Durée —                                                         | Nb. d’arrêts 44                                                 | Matériel —                                                      | Jours de fonctionnement L, Ma, Me, J, V, S, D                   | Jour / Soir / Nuit / Fêtes O / O / N / O                        | Voy. / an —                                                     | Dépôt —                                                         |
| 101   | Desserte : - Principaux arrêts : Füllengarten Siedlung, Burbacher Markt, Betriebshof, Rathaus, Brauerstraße/Fernbusbahnhof, Universität, Dudweiler Dudoplatz. |                                                                 |                                                                 |                                                                 |                                                                 |                                                                 |                                                                 |                                                                 |                                                                 |
| 101   | Autre : |                                                                 |                                                                 |                                                                 |                                                                 |                                                                 |                                                                 |                                                                 |                                                                 |
| 101   | Dernière actualisation : — |                                                                 |                                                                 |                                                                 |                                                                 |                                                                 |                                                                 |                                                                 |                                                                 |
| 102   | Altenkessel Talstraße ⥋ Dudweiler Dudoplatz | Altenkessel Talstraße ⥋ Dudweiler Dudoplatz                     | Altenkessel Talstraße ⥋ Dudweiler Dudoplatz                     | Altenkessel Talstraße ⥋ Dudweiler Dudoplatz                     | Altenkessel Talstraße ⥋ Dudweiler Dudoplatz                     | Altenkessel Talstraße ⥋ Dudweiler Dudoplatz                     | Altenkessel Talstraße ⥋ Dudweiler Dudoplatz                     | Altenkessel Talstraße ⥋ Dudweiler Dudoplatz                     | Altenkessel Talstraße ⥋ Dudweiler Dudoplatz                     |
| 102   | Ouverture / Fermeture — / — | Longueur —                                                      | Durée —                                                         | Nb. d’arrêts 59                                                 | Matériel —                                                      | Jours de fonctionnement L, Ma, Me, J, V, S, D                   | Jour / Soir / Nuit / Fêtes O / O / O / O                        | Voy. / an —                                                     | Dépôt —                                                         |
| 102   | Desserte : - Principaux arrêts : Altenkessel Talstraße, Burbacher Markt, Hauptbahnhof, Rathaus, Universität, Dudweiler Dudoplatz. |                                                                 |                                                                 |                                                                 |                                                                 |                                                                 |                                                                 |                                                                 |                                                                 |
| 102   | Autre : |                                                                 |                                                                 |                                                                 |                                                                 |                                                                 |                                                                 |                                                                 |                                                                 |
| 102   | Dernière actualisation : — |                                                                 |                                                                 |                                                                 |                                                                 |                                                                 |                                                                 |                                                                 |                                                                 |
| 103   | Klarenthal Jägerpfad ⥋ Altenwald Skatezentrum | Klarenthal Jägerpfad ⥋ Altenwald Skatezentrum                   | Klarenthal Jägerpfad ⥋ Altenwald Skatezentrum                   | Klarenthal Jägerpfad ⥋ Altenwald Skatezentrum                   | Klarenthal Jägerpfad ⥋ Altenwald Skatezentrum                   | Klarenthal Jägerpfad ⥋ Altenwald Skatezentrum                   | Klarenthal Jägerpfad ⥋ Altenwald Skatezentrum                   | Klarenthal Jägerpfad ⥋ Altenwald Skatezentrum                   | Klarenthal Jägerpfad ⥋ Altenwald Skatezentrum                   |
| 103   | Ouverture / Fermeture — / — | Longueur —                                                      | Durée —                                                         | Nb. d’arrêts 63                                                 | Matériel —                                                      | Jours de fonctionnement L, Ma, Me, J, V, S, D                   | Jour / Soir / Nuit / Fêtes O / O / O / O                        | Voy. / an —                                                     | Dépôt —                                                         |
| 103   | Desserte : - Principaux arrêts : Klarenthal Jägerpfad / Klarenthal Birkenweg, Gersweiler Markt, Betriebshof, Rathaus, Brauerstraße/Fernbusbahnhof, Dudweiler, Schnappach / Hühnerfeld, Altenwald Skatezentrum. |                                                                 |                                                                 |                                                                 |                                                                 |                                                                 |                                                                 |                                                                 |                                                                 |
| 103   | Autre : |                                                                 |                                                                 |                                                                 |                                                                 |                                                                 |                                                                 |                                                                 |                                                                 |
| 103   | Dernière actualisation : — |                                                                 |                                                                 |                                                                 |                                                                 |                                                                 |                                                                 |                                                                 |                                                                 |
| 104   | Klarenthal Weidenstraße ⥋ Elversberg Friedhof | Klarenthal Weidenstraße ⥋ Elversberg Friedhof                   | Klarenthal Weidenstraße ⥋ Elversberg Friedhof                   | Klarenthal Weidenstraße ⥋ Elversberg Friedhof                   | Klarenthal Weidenstraße ⥋ Elversberg Friedhof                   | Klarenthal Weidenstraße ⥋ Elversberg Friedhof                   | Klarenthal Weidenstraße ⥋ Elversberg Friedhof                   | Klarenthal Weidenstraße ⥋ Elversberg Friedhof                   | Klarenthal Weidenstraße ⥋ Elversberg Friedhof                   |
| 104   | Ouverture / Fermeture — / — | Longueur —                                                      | Durée —                                                         | Nb. d’arrêts 74                                                 | Matériel —                                                      | Jours de fonctionnement L, Ma, Me, J, V, S, D                   | Jour / Soir / Nuit / Fêtes O / O / O / O                        | Voy. / an —                                                     | Dépôt —                                                         |
| 104   | Desserte : - Principaux arrêts : Klarenthal Birkenweg / Klarenthal Weidenstraße, Gersweiler Markt, Betriebshof, Rathaus, Brauerstraße/Fernbusbahnhof, Dudweiler, Sulzbach, Friedrichsthal, Spiesen / Elversberg. |                                                                 |                                                                 |                                                                 |                                                                 |                                                                 |                                                                 |                                                                 |                                                                 |
| 104   | Autre : |                                                                 |                                                                 |                                                                 |                                                                 |                                                                 |                                                                 |                                                                 |                                                                 |
| 104   | Dernière actualisation : — |                                                                 |                                                                 |                                                                 |                                                                 |                                                                 |                                                                 |                                                                 |                                                                 |
| 105   | Rodenhof Kalmanstraße ⥋ Eschberg Tilsiter Str. | Rodenhof Kalmanstraße ⥋ Eschberg Tilsiter Str.                  | Rodenhof Kalmanstraße ⥋ Eschberg Tilsiter Str.                  | Rodenhof Kalmanstraße ⥋ Eschberg Tilsiter Str.                  | Rodenhof Kalmanstraße ⥋ Eschberg Tilsiter Str.                  | Rodenhof Kalmanstraße ⥋ Eschberg Tilsiter Str.                  | Rodenhof Kalmanstraße ⥋ Eschberg Tilsiter Str.                  | Rodenhof Kalmanstraße ⥋ Eschberg Tilsiter Str.                  | Rodenhof Kalmanstraße ⥋ Eschberg Tilsiter Str.                  |
| 105   | Ouverture / Fermeture — / — | Longueur —                                                      | Durée —                                                         | Nb. d’arrêts 45                                                 | Matériel —                                                      | Jours de fonctionnement L, Ma, Me, J, V, S, D                   | Jour / Soir / Nuit / Fêtes O / O / O / O                        | Voy. / an —                                                     | Dépôt —                                                         |
| 105   | Desserte : - Principaux arrêts : Rodenhof Kálmánstraße, Hauptbahnhof Nord, Hauptbahnhof, Hansahaus / Ludwigskirche, Feldmannstraße, Egon-Reinert-Straße, Römerkastell, Escherg Tilsiter Straße. |                                                                 |                                                                 |                                                                 |                                                                 |                                                                 |                                                                 |                                                                 |                                                                 |
| 105   | Autre : |                                                                 |                                                                 |                                                                 |                                                                 |                                                                 |                                                                 |                                                                 |                                                                 |
| 105   | Dernière actualisation : — |                                                                 |                                                                 |                                                                 |                                                                 |                                                                 |                                                                 |                                                                 |                                                                 |
| 106   | Folsterhöhe Siedlung ⥋ Rotenbühl | Folsterhöhe Siedlung ⥋ Rotenbühl                                | Folsterhöhe Siedlung ⥋ Rotenbühl                                | Folsterhöhe Siedlung ⥋ Rotenbühl                                | Folsterhöhe Siedlung ⥋ Rotenbühl                                | Folsterhöhe Siedlung ⥋ Rotenbühl                                | Folsterhöhe Siedlung ⥋ Rotenbühl                                | Folsterhöhe Siedlung ⥋ Rotenbühl                                | Folsterhöhe Siedlung ⥋ Rotenbühl                                |
| 106   | Ouverture / Fermeture — / — | Longueur —                                                      | Durée —                                                         | Nb. d’arrêts 22                                                 | Matériel —                                                      | Jours de fonctionnement L, Ma, Me, J, V, S, D                   | Jour / Soir / Nuit / Fêtes O / O / N / O                        | Voy. / an —                                                     | Dépôt —                                                         |
| 106   | Desserte : - Principaux arrêts : Folsterhöhe Siedlung, Bellevue, Hansahaus / Ludwigskirche, Rathaus, Rotenbühl. |                                                                 |                                                                 |                                                                 |                                                                 |                                                                 |                                                                 |                                                                 |                                                                 |
| 106   | Autre : |                                                                 |                                                                 |                                                                 |                                                                 |                                                                 |                                                                 |                                                                 |                                                                 |
| 106   | Dernière actualisation : — |                                                                 |                                                                 |                                                                 |                                                                 |                                                                 |                                                                 |                                                                 |                                                                 |
| 107   | Folsterhöhe Siedlung ⥋ Saarbasar | Folsterhöhe Siedlung ⥋ Saarbasar                                | Folsterhöhe Siedlung ⥋ Saarbasar                                | Folsterhöhe Siedlung ⥋ Saarbasar                                | Folsterhöhe Siedlung ⥋ Saarbasar                                | Folsterhöhe Siedlung ⥋ Saarbasar                                | Folsterhöhe Siedlung ⥋ Saarbasar                                | Folsterhöhe Siedlung ⥋ Saarbasar                                | Folsterhöhe Siedlung ⥋ Saarbasar                                |
| 107   | Ouverture / Fermeture — / — | Longueur —                                                      | Durée —                                                         | Nb. d’arrêts 43                                                 | Matériel —                                                      | Jours de fonctionnement L, Ma, Me, J, V, S, D                   | Jour / Soir / Nuit / Fêtes O / O / O / O                        | Voy. / an —                                                     | Dépôt —                                                         |
| 107   | Desserte : - Principaux arrêts : Folsterhöhe Siedlung, Bellevue, Hansahaus / Ludwigskirche, Rathaus, Heimgarten, Ilsestraße, Stadion Kieselhumes, Eschberg, Am Zoo, Saarbasar. |                                                                 |                                                                 |                                                                 |                                                                 |                                                                 |                                                                 |                                                                 |                                                                 |
| 107   | Autre : |                                                                 |                                                                 |                                                                 |                                                                 |                                                                 |                                                                 |                                                                 |                                                                 |
| 107   | Dernière actualisation : — |                                                                 |                                                                 |                                                                 |                                                                 |                                                                 |                                                                 |                                                                 |                                                                 |
| 108   | Luisenthal Bahnhof / Matzenberg Siedlung ⥋ Klinikum Saarbrücken | Luisenthal Bahnhof / Matzenberg Siedlung ⥋ Klinikum Saarbrücken | Luisenthal Bahnhof / Matzenberg Siedlung ⥋ Klinikum Saarbrücken | Luisenthal Bahnhof / Matzenberg Siedlung ⥋ Klinikum Saarbrücken | Luisenthal Bahnhof / Matzenberg Siedlung ⥋ Klinikum Saarbrücken | Luisenthal Bahnhof / Matzenberg Siedlung ⥋ Klinikum Saarbrücken | Luisenthal Bahnhof / Matzenberg Siedlung ⥋ Klinikum Saarbrücken | Luisenthal Bahnhof / Matzenberg Siedlung ⥋ Klinikum Saarbrücken | Luisenthal Bahnhof / Matzenberg Siedlung ⥋ Klinikum Saarbrücken |
| 108   | Ouverture / Fermeture — / — | Longueur —                                                      | Durée —                                                         | Nb. d’arrêts 42                                                 | Matériel —                                                      | Jours de fonctionnement L, Ma, Me, J, V, S, D                   | Jour / Soir / Nuit / Fêtes O / N / N / O                        | Voy. / an —                                                     | Dépôt —                                                         |
| 108   | Desserte : - Principaux arrêts : Luisenthal Bahnhof / Matzenberg Siedlung, Burbacher Markt, Westpark, Hauptbahnhof, Feldmannstraße, Klinikum Saarbrücken. |                                                                 |                                                                 |                                                                 |                                                                 |                                                                 |                                                                 |                                                                 |                                                                 |
| 108   | Autre : |                                                                 |                                                                 |                                                                 |                                                                 |                                                                 |                                                                 |                                                                 |                                                                 |
| 108   | Dernière actualisation : — |                                                                 |                                                                 |                                                                 |                                                                 |                                                                 |                                                                 |                                                                 |                                                                 |
| 109   | Goldene Bremm ⥋ Universität Busterminal | Goldene Bremm ⥋ Universität Busterminal                         | Goldene Bremm ⥋ Universität Busterminal                         | Goldene Bremm ⥋ Universität Busterminal                         | Goldene Bremm ⥋ Universität Busterminal                         | Goldene Bremm ⥋ Universität Busterminal                         | Goldene Bremm ⥋ Universität Busterminal                         | Goldene Bremm ⥋ Universität Busterminal                         | Goldene Bremm ⥋ Universität Busterminal                         |
| 109   | Ouverture / Fermeture — / — | Longueur —                                                      | Durée —                                                         | Nb. d’arrêts 37                                                 | Matériel —                                                      | Jours de fonctionnement L, Ma, Me, J, V                         | Jour / Soir / Nuit / Fêtes O / N / N / N                        | Voy. / an —                                                     | Dépôt —                                                         |
| 109   | Desserte : - Principaux arrêts : Goldene Bremm, Lulustein, HTW/SWS, Hansahaus / Ludwigskirche, Rathaus, Ilseplatz, Universität Busterminal. |                                                                 |                                                                 |                                                                 |                                                                 |                                                                 |                                                                 |                                                                 |                                                                 |
| 109   | Autre : |                                                                 |                                                                 |                                                                 |                                                                 |                                                                 |                                                                 |                                                                 |                                                                 |
| 109   | Dernière actualisation : — |                                                                 |                                                                 |                                                                 |                                                                 |                                                                 |                                                                 |                                                                 |                                                                 |
| 110   | Schnellverkehr Saarbrücken ⥋ Völklingen | Schnellverkehr Saarbrücken ⥋ Völklingen                         | Schnellverkehr Saarbrücken ⥋ Völklingen                         | Schnellverkehr Saarbrücken ⥋ Völklingen                         | Schnellverkehr Saarbrücken ⥋ Völklingen                         | Schnellverkehr Saarbrücken ⥋ Völklingen                         | Schnellverkehr Saarbrücken ⥋ Völklingen                         | Schnellverkehr Saarbrücken ⥋ Völklingen                         | Schnellverkehr Saarbrücken ⥋ Völklingen                         |
| 110   | Ouverture / Fermeture — / — | Longueur —                                                      | Durée —                                                         | Nb. d’arrêts 16                                                 | Matériel —                                                      | Jours de fonctionnement L, Ma, Me, J, V, S                      | Jour / Soir / Nuit / Fêtes O / N / N / N                        | Voy. / an —                                                     | Dépôt —                                                         |
| 110   | Desserte : - Principaux arrêts : Rathaus, Rabbiner-Rülf-Platz, Hansahaus / Ludwigskirche, Gutenbergstraße, Burbacher Markt, Rockershausen, Straße des 13. Januar, VK Weltkulturerbe. |                                                                 |                                                                 |                                                                 |                                                                 |                                                                 |                                                                 |                                                                 |                                                                 |
| 110   | Autre : |                                                                 |                                                                 |                                                                 |                                                                 |                                                                 |                                                                 |                                                                 |                                                                 |
| 110   | Dernière actualisation : — |                                                                 |                                                                 |                                                                 |                                                                 |                                                                 |                                                                 |                                                                 |                                                                 |
| 111   | Rathaus ⥋ Universität Busterminal | Rathaus ⥋ Universität Busterminal                               | Rathaus ⥋ Universität Busterminal                               | Rathaus ⥋ Universität Busterminal                               | Rathaus ⥋ Universität Busterminal                               | Rathaus ⥋ Universität Busterminal                               | Rathaus ⥋ Universität Busterminal                               | Rathaus ⥋ Universität Busterminal                               | Rathaus ⥋ Universität Busterminal                               |
| 111   | Ouverture / Fermeture — / — | Longueur —                                                      | Durée —                                                         | Nb. d’arrêts 20                                                 | Matériel —                                                      | Jours de fonctionnement L, Ma, Me, J, V                         | Jour / Soir / Nuit / Fêtes O / N / N / N                        | Voy. / an —                                                     | Dépôt —                                                         |
| 111   | Desserte : - Principaux arrêts : Rathaus / Hauptbahnhof, Haus der Zukunft, Heimgarten, Ilseplatz, Universität Busterminal. |                                                                 |                                                                 |                                                                 |                                                                 |                                                                 |                                                                 |                                                                 |                                                                 |
| 111   | Autre : |                                                                 |                                                                 |                                                                 |                                                                 |                                                                 |                                                                 |                                                                 |                                                                 |
| 111   | Dernière actualisation : — |                                                                 |                                                                 |                                                                 |                                                                 |                                                                 |                                                                 |                                                                 |                                                                 |
| 112   | Hauptbahnhof ⥋ Universität Busterminal | Hauptbahnhof ⥋ Universität Busterminal                          | Hauptbahnhof ⥋ Universität Busterminal                          | Hauptbahnhof ⥋ Universität Busterminal                          | Hauptbahnhof ⥋ Universität Busterminal                          | Hauptbahnhof ⥋ Universität Busterminal                          | Hauptbahnhof ⥋ Universität Busterminal                          | Hauptbahnhof ⥋ Universität Busterminal                          | Hauptbahnhof ⥋ Universität Busterminal                          |
| 112   | Ouverture / Fermeture — / — | Longueur —                                                      | Durée —                                                         | Nb. d’arrêts 21                                                 | Matériel —                                                      | Jours de fonctionnement L, Ma, Me, J, V                         | Jour / Soir / Nuit / Fêtes O / N / N / N                        | Voy. / an —                                                     | Dépôt —                                                         |
| 112   | Desserte : - Principaux arrêts : Betriebshof / Hauptbahnhof, Brauerstraße / Fernbusbahnhof, Prinzenweiher/Jugendherberge, Universität Busterminal. |                                                                 |                                                                 |                                                                 |                                                                 |                                                                 |                                                                 |                                                                 |                                                                 |
| 112   | Autre : |                                                                 |                                                                 |                                                                 |                                                                 |                                                                 |                                                                 |                                                                 |                                                                 |
| 112   | Dernière actualisation : — |                                                                 |                                                                 |                                                                 |                                                                 |                                                                 |                                                                 |                                                                 |                                                                 |
| 120   | Brebach Bahnhof ⥋ Ormesheim / Ensheim Sportplatz | Brebach Bahnhof ⥋ Ormesheim / Ensheim Sportplatz                | Brebach Bahnhof ⥋ Ormesheim / Ensheim Sportplatz                | Brebach Bahnhof ⥋ Ormesheim / Ensheim Sportplatz                | Brebach Bahnhof ⥋ Ormesheim / Ensheim Sportplatz                | Brebach Bahnhof ⥋ Ormesheim / Ensheim Sportplatz                | Brebach Bahnhof ⥋ Ormesheim / Ensheim Sportplatz                | Brebach Bahnhof ⥋ Ormesheim / Ensheim Sportplatz                | Brebach Bahnhof ⥋ Ormesheim / Ensheim Sportplatz                |
| 120   | Ouverture / Fermeture — / — | Longueur —                                                      | Durée —                                                         | Nb. d’arrêts 28                                                 | Matériel —                                                      | Jours de fonctionnement L, Ma, Me, J, V, S, D                   | Jour / Soir / Nuit / Fêtes O / O / O / O                        | Voy. / an —                                                     | Dépôt —                                                         |
| 120   | Desserte : - Principaux arrêts : Brebach Bahnhof, Fechingen-Ensheim, Ormesheim / Ensheim Sportplatz. |                                                                 |                                                                 |                                                                 |                                                                 |                                                                 |                                                                 |                                                                 |                                                                 |
| 120   | Autre : |                                                                 |                                                                 |                                                                 |                                                                 |                                                                 |                                                                 |                                                                 |                                                                 |
| 120   | Dernière actualisation : — |                                                                 |                                                                 |                                                                 |                                                                 |                                                                 |                                                                 |                                                                 |                                                                 |
| 121   | Hauptbahnhof ⥋ Schlossplatz-Rathaus | Hauptbahnhof ⥋ Schlossplatz-Rathaus                             | Hauptbahnhof ⥋ Schlossplatz-Rathaus                             | Hauptbahnhof ⥋ Schlossplatz-Rathaus                             | Hauptbahnhof ⥋ Schlossplatz-Rathaus                             | Hauptbahnhof ⥋ Schlossplatz-Rathaus                             | Hauptbahnhof ⥋ Schlossplatz-Rathaus                             | Hauptbahnhof ⥋ Schlossplatz-Rathaus                             | Hauptbahnhof ⥋ Schlossplatz-Rathaus                             |
| 121   | Ouverture / Fermeture — / — | Longueur —                                                      | Durée —                                                         | Nb. d’arrêts 25                                                 | Matériel —                                                      | Jours de fonctionnement L, Ma, Me, J, V, S, D                   | Jour / Soir / Nuit / Fêtes O / O / O / O                        | Voy. / an —                                                     | Dépôt —                                                         |
| 121   | Desserte : - Principaux arrêts : Hauptbahnhof, Hansahaus / Ludwigskirche, HTW/SWS, Bellevue, Feldmannstraße, Schloßplatz, Rathaus. |                                                                 |                                                                 |                                                                 |                                                                 |                                                                 |                                                                 |                                                                 |                                                                 |
| 121   | Autre : |                                                                 |                                                                 |                                                                 |                                                                 |                                                                 |                                                                 |                                                                 |                                                                 |
| 121   | Dernière actualisation : — |                                                                 |                                                                 |                                                                 |                                                                 |                                                                 |                                                                 |                                                                 |                                                                 |
| 122   | Füllengarten Siedlung ⥋ Schafbrücke | Füllengarten Siedlung ⥋ Schafbrücke                             | Füllengarten Siedlung ⥋ Schafbrücke                             | Füllengarten Siedlung ⥋ Schafbrücke                             | Füllengarten Siedlung ⥋ Schafbrücke                             | Füllengarten Siedlung ⥋ Schafbrücke                             | Füllengarten Siedlung ⥋ Schafbrücke                             | Füllengarten Siedlung ⥋ Schafbrücke                             | Füllengarten Siedlung ⥋ Schafbrücke                             |
| 122   | Ouverture / Fermeture — / — | Longueur —                                                      | Durée —                                                         | Nb. d’arrêts 36                                                 | Matériel —                                                      | Jours de fonctionnement L, Ma, Me, J, V, S, D                   | Jour / Soir / Nuit / Fêtes O / O / N / O                        | Voy. / an —                                                     | Dépôt —                                                         |
| 122   | Desserte : - Principaux arrêts : Füllengarten Siedlung, InnovationsCampus, Burbacher Markt, Hauptbahnhof, Rathaus, Römerkastell, Funkhaus Halberg, Schafbrücke. |                                                                 |                                                                 |                                                                 |                                                                 |                                                                 |                                                                 |                                                                 |                                                                 |
| 122   | Autre : |                                                                 |                                                                 |                                                                 |                                                                 |                                                                 |                                                                 |                                                                 |                                                                 |
| 122   | Dernière actualisation : — |                                                                 |                                                                 |                                                                 |                                                                 |                                                                 |                                                                 |                                                                 |                                                                 |
| 123   | Habsterdick / Goldene Bremm ⥋ Hauptbahnhof | Habsterdick / Goldene Bremm ⥋ Hauptbahnhof                      | Habsterdick / Goldene Bremm ⥋ Hauptbahnhof                      | Habsterdick / Goldene Bremm ⥋ Hauptbahnhof                      | Habsterdick / Goldene Bremm ⥋ Hauptbahnhof                      | Habsterdick / Goldene Bremm ⥋ Hauptbahnhof                      | Habsterdick / Goldene Bremm ⥋ Hauptbahnhof                      | Habsterdick / Goldene Bremm ⥋ Hauptbahnhof                      | Habsterdick / Goldene Bremm ⥋ Hauptbahnhof                      |
| 123   | Ouverture / Fermeture — / — | Longueur —                                                      | Durée —                                                         | Nb. d’arrêts 24                                                 | Matériel —                                                      | Jours de fonctionnement L, Ma, Me, J, V, S, D                   | Jour / Soir / Nuit / Fêtes O / O / O / O                        | Voy. / an —                                                     | Dépôt —                                                         |
| 123   | Desserte : - Principaux arrêts : Habsterdick, Goldene Bremm, Industriegebiet Süd, Bellevue, Hansahaus / Ludwigskirche, Hauptbahnhof. |                                                                 |                                                                 |                                                                 |                                                                 |                                                                 |                                                                 |                                                                 |                                                                 |
| 123   | Autre : |                                                                 |                                                                 |                                                                 |                                                                 |                                                                 |                                                                 |                                                                 |                                                                 |
| 123   | Dernière actualisation : — |                                                                 |                                                                 |                                                                 |                                                                 |                                                                 |                                                                 |                                                                 |                                                                 |
| 124   | Universität Busterminal ⥋ Betriebshof | Universität Busterminal ⥋ Betriebshof                           | Universität Busterminal ⥋ Betriebshof                           | Universität Busterminal ⥋ Betriebshof                           | Universität Busterminal ⥋ Betriebshof                           | Universität Busterminal ⥋ Betriebshof                           | Universität Busterminal ⥋ Betriebshof                           | Universität Busterminal ⥋ Betriebshof                           | Universität Busterminal ⥋ Betriebshof                           |
| 124   | Ouverture / Fermeture — / — | Longueur —                                                      | Durée —                                                         | Nb. d’arrêts 18                                                 | Matériel —                                                      | Jours de fonctionnement L, Ma, Me, J, V                         | Jour / Soir / Nuit / Fêtes O / N / N / N                        | Voy. / an —                                                     | Dépôt —                                                         |
| 124   | Desserte : - Principaux arrêts : Universität Busterminal, Waldhaus, Brauerstraße / Fernbusbahnhof, Hauptbahnhof, Roonstraße, HTW/SWS, Betriebshof. |                                                                 |                                                                 |                                                                 |                                                                 |                                                                 |                                                                 |                                                                 |                                                                 |
| 124   | Autre : |                                                                 |                                                                 |                                                                 |                                                                 |                                                                 |                                                                 |                                                                 |                                                                 |
| 124   | Dernière actualisation : — |                                                                 |                                                                 |                                                                 |                                                                 |                                                                 |                                                                 |                                                                 |                                                                 |
| 125   | Rodenhof Kalmanstraße ⥋ Dudweiler Dudoplatz | Rodenhof Kalmanstraße ⥋ Dudweiler Dudoplatz                     | Rodenhof Kalmanstraße ⥋ Dudweiler Dudoplatz                     | Rodenhof Kalmanstraße ⥋ Dudweiler Dudoplatz                     | Rodenhof Kalmanstraße ⥋ Dudweiler Dudoplatz                     | Rodenhof Kalmanstraße ⥋ Dudweiler Dudoplatz                     | Rodenhof Kalmanstraße ⥋ Dudweiler Dudoplatz                     | Rodenhof Kalmanstraße ⥋ Dudweiler Dudoplatz                     | Rodenhof Kalmanstraße ⥋ Dudweiler Dudoplatz                     |
| 125   | Ouverture / Fermeture — / — | Longueur —                                                      | Durée —                                                         | Nb. d’arrêts 44                                                 | Matériel —                                                      | Jours de fonctionnement L, Ma, Me, J, V, S, D                   | Jour / Soir / Nuit / Fêtes O / O / O / O                        | Voy. / an —                                                     | Dépôt —                                                         |
| 125   | Desserte : - Principaux arrêts : Rodenhof Kálmánstraße, Rodenhof Kirche, Hauptbahnhof, Rathaus, Brauerstraße / Fernbusbahnhof, Am Homburg, Jägersfreude Kirche, Herrensohr Kirche, Dudweiler Dudoplatz. |                                                                 |                                                                 |                                                                 |                                                                 |                                                                 |                                                                 |                                                                 |                                                                 |
| 125   | Autre : |                                                                 |                                                                 |                                                                 |                                                                 |                                                                 |                                                                 |                                                                 |                                                                 |
| 125   | Dernière actualisation : — |                                                                 |                                                                 |                                                                 |                                                                 |                                                                 |                                                                 |                                                                 |                                                                 |
| 126   | Goldene Bremm / Habsterdick ⥋ Brebach Bahnhof | Goldene Bremm / Habsterdick ⥋ Brebach Bahnhof                   | Goldene Bremm / Habsterdick ⥋ Brebach Bahnhof                   | Goldene Bremm / Habsterdick ⥋ Brebach Bahnhof                   | Goldene Bremm / Habsterdick ⥋ Brebach Bahnhof                   | Goldene Bremm / Habsterdick ⥋ Brebach Bahnhof                   | Goldene Bremm / Habsterdick ⥋ Brebach Bahnhof                   | Goldene Bremm / Habsterdick ⥋ Brebach Bahnhof                   | Goldene Bremm / Habsterdick ⥋ Brebach Bahnhof                   |
| 126   | Ouverture / Fermeture — / — | Longueur —                                                      | Durée —                                                         | Nb. d’arrêts 43                                                 | Matériel —                                                      | Jours de fonctionnement L, Ma, Me, J, V, S, D                   | Jour / Soir / Nuit / Fêtes O / O / O / O                        | Voy. / an —                                                     | Dépôt —                                                         |
| 126   | Desserte : - Principaux arrêts : Goldene Bremm / Betriebshof, Wilhelm-Heinrich-Brücke, Sonnenberg Krankenhaus, Güdingen Unner, Brebach Bahnhof. |                                                                 |                                                                 |                                                                 |                                                                 |                                                                 |                                                                 |                                                                 |                                                                 |
| 126   | Autre : |                                                                 |                                                                 |                                                                 |                                                                 |                                                                 |                                                                 |                                                                 |                                                                 |
| 126   | Dernière actualisation : — |                                                                 |                                                                 |                                                                 |                                                                 |                                                                 |                                                                 |                                                                 |                                                                 |
| 128   | Rastpfuhl / Rußhütte ⥋ Wackenberg / Klinikum Saarbrücken | Rastpfuhl / Rußhütte ⥋ Wackenberg / Klinikum Saarbrücken        | Rastpfuhl / Rußhütte ⥋ Wackenberg / Klinikum Saarbrücken        | Rastpfuhl / Rußhütte ⥋ Wackenberg / Klinikum Saarbrücken        | Rastpfuhl / Rußhütte ⥋ Wackenberg / Klinikum Saarbrücken        | Rastpfuhl / Rußhütte ⥋ Wackenberg / Klinikum Saarbrücken        | Rastpfuhl / Rußhütte ⥋ Wackenberg / Klinikum Saarbrücken        | Rastpfuhl / Rußhütte ⥋ Wackenberg / Klinikum Saarbrücken        | Rastpfuhl / Rußhütte ⥋ Wackenberg / Klinikum Saarbrücken        |
| 128   | Ouverture / Fermeture — / — | Longueur —                                                      | Durée —                                                         | Nb. d’arrêts 40                                                 | Matériel —                                                      | Jours de fonctionnement L, Ma, Me, J, V, S, D                   | Jour / Soir / Nuit / Fêtes O / O / O / O                        | Voy. / an —                                                     | Dépôt —                                                         |
| 128   | Desserte : - Principaux arrêts : Rastpfuhl / Rußhütte, Hauptbahnhof, Wilhelm-Heinrich-Brücke, Feldmannstraße, Julius-Kiefer-Straße, Wackenberg / Klinikum Saarbrücken. |                                                                 |                                                                 |                                                                 |                                                                 |                                                                 |                                                                 |                                                                 |                                                                 |
| 128   | Autre : |                                                                 |                                                                 |                                                                 |                                                                 |                                                                 |                                                                 |                                                                 |                                                                 |
| 128   | Dernière actualisation : — |                                                                 |                                                                 |                                                                 |                                                                 |                                                                 |                                                                 |                                                                 |                                                                 |
| 129   | Rußhütte ⥋ Rathaus | Rußhütte ⥋ Rathaus                                              | Rußhütte ⥋ Rathaus                                              | Rußhütte ⥋ Rathaus                                              | Rußhütte ⥋ Rathaus                                              | Rußhütte ⥋ Rathaus                                              | Rußhütte ⥋ Rathaus                                              | Rußhütte ⥋ Rathaus                                              | Rußhütte ⥋ Rathaus                                              |
| 129   | Ouverture / Fermeture — / — | Longueur —                                                      | Durée —                                                         | Nb. d’arrêts 34                                                 | Matériel —                                                      | Jours de fonctionnement L, Ma, Me, J, V, S, D                   | Jour / Soir / Nuit / Fêtes O / N / N / O                        | Voy. / an —                                                     | Dépôt —                                                         |
| 129   | Desserte : - Principaux arrêts : Rußhütte, Bernkasteler Platz, Rastpfuhl, Johanna-Kirchner-Haus, Caritas Klinik, Westpark, Betriebshof, Rathaus. |                                                                 |                                                                 |                                                                 |                                                                 |                                                                 |                                                                 |                                                                 |                                                                 |
| 129   | Autre : |                                                                 |                                                                 |                                                                 |                                                                 |                                                                 |                                                                 |                                                                 |                                                                 |
| 129   | Dernière actualisation : — |                                                                 |                                                                 |                                                                 |                                                                 |                                                                 |                                                                 |                                                                 |                                                                 |
| 130   | Römerkastell ⥋ Nachtweide | Römerkastell ⥋ Nachtweide                                       | Römerkastell ⥋ Nachtweide                                       | Römerkastell ⥋ Nachtweide                                       | Römerkastell ⥋ Nachtweide                                       | Römerkastell ⥋ Nachtweide                                       | Römerkastell ⥋ Nachtweide                                       | Römerkastell ⥋ Nachtweide                                       | Römerkastell ⥋ Nachtweide                                       |
| 130   | Ouverture / Fermeture — / — | Longueur —                                                      | Durée —                                                         | Nb. d’arrêts 17                                                 | Matériel —                                                      | Jours de fonctionnement L, Ma, Me, J, V, S, D                   | Jour / Soir / Nuit / Fêtes O / O / N / O                        | Voy. / an —                                                     | Dépôt —                                                         |
| 130   | Desserte : - Principaux arrêts : Römerkastell, Brebach Bahnhof, Kurt-Schumacher-Straße, Heringsmühle, Nachtweide. |                                                                 |                                                                 |                                                                 |                                                                 |                                                                 |                                                                 |                                                                 |                                                                 |
| 130   | Autre : |                                                                 |                                                                 |                                                                 |                                                                 |                                                                 |                                                                 |                                                                 |                                                                 |
| 130   | Dernière actualisation : — |                                                                 |                                                                 |                                                                 |                                                                 |                                                                 |                                                                 |                                                                 |                                                                 |
| 131   | Brebach Bahnhof ⥋ Bübinger Berg | Brebach Bahnhof ⥋ Bübinger Berg                                 | Brebach Bahnhof ⥋ Bübinger Berg                                 | Brebach Bahnhof ⥋ Bübinger Berg                                 | Brebach Bahnhof ⥋ Bübinger Berg                                 | Brebach Bahnhof ⥋ Bübinger Berg                                 | Brebach Bahnhof ⥋ Bübinger Berg                                 | Brebach Bahnhof ⥋ Bübinger Berg                                 | Brebach Bahnhof ⥋ Bübinger Berg                                 |
| 131   | Ouverture / Fermeture — / — | Longueur —                                                      | Durée —                                                         | Nb. d’arrêts 21                                                 | Matériel —                                                      | Jours de fonctionnement L, Ma, Me, J, V, S, D                   | Jour / Soir / Nuit / Fêtes O / O / N / O                        | Voy. / an —                                                     | Dépôt —                                                         |
| 131   | Desserte : - Principaux arrêts : Brebach Bahnhof, Brebach Rathaus, Güdinger Berg, Güdingen Bahnhof, Bübinger Berg. |                                                                 |                                                                 |                                                                 |                                                                 |                                                                 |                                                                 |                                                                 |                                                                 |
| 131   | Autre : |                                                                 |                                                                 |                                                                 |                                                                 |                                                                 |                                                                 |                                                                 |                                                                 |
| 131   | Dernière actualisation : — |                                                                 |                                                                 |                                                                 |                                                                 |                                                                 |                                                                 |                                                                 |                                                                 |
| 133   | Dudweiler Dudoplatz ⥋ Dudweiler Dudoplatz | Dudweiler Dudoplatz ⥋ Dudweiler Dudoplatz                       | Dudweiler Dudoplatz ⥋ Dudweiler Dudoplatz                       | Dudweiler Dudoplatz ⥋ Dudweiler Dudoplatz                       | Dudweiler Dudoplatz ⥋ Dudweiler Dudoplatz                       | Dudweiler Dudoplatz ⥋ Dudweiler Dudoplatz                       | Dudweiler Dudoplatz ⥋ Dudweiler Dudoplatz                       | Dudweiler Dudoplatz ⥋ Dudweiler Dudoplatz                       | Dudweiler Dudoplatz ⥋ Dudweiler Dudoplatz                       |
| 133   | Ouverture / Fermeture — / — | Longueur —                                                      | Durée —                                                         | Nb. d’arrêts 23                                                 | Matériel —                                                      | Jours de fonctionnement L, Ma, Me, J, V, S                      | Jour / Soir / Nuit / Fêtes O / N / N / N                        | Voy. / an —                                                     | Dépôt —                                                         |
| 133   | Desserte : - Principaux arrêts : Dudweiler Dudoplatz, Dudweiler Krankenhaus, Guckelsberg, Dudweiler Kantstraße, Dudweiler Dudoplatz. |                                                                 |                                                                 |                                                                 |                                                                 |                                                                 |                                                                 |                                                                 |                                                                 |
| 133   | Autre : |                                                                 |                                                                 |                                                                 |                                                                 |                                                                 |                                                                 |                                                                 |                                                                 |
| 133   | Dernière actualisation : — |                                                                 |                                                                 |                                                                 |                                                                 |                                                                 |                                                                 |                                                                 |                                                                 |
| 134   | Rußhütte ⥋ Dellbrückschacht | Rußhütte ⥋ Dellbrückschacht                                     | Rußhütte ⥋ Dellbrückschacht                                     | Rußhütte ⥋ Dellbrückschacht                                     | Rußhütte ⥋ Dellbrückschacht                                     | Rußhütte ⥋ Dellbrückschacht                                     | Rußhütte ⥋ Dellbrückschacht                                     | Rußhütte ⥋ Dellbrückschacht                                     | Rußhütte ⥋ Dellbrückschacht                                     |
| 134   | Ouverture / Fermeture — / — | Longueur —                                                      | Durée —                                                         | Nb. d’arrêts 51                                                 | Matériel —                                                      | Jours de fonctionnement L, Ma, Me, J, V, S, D                   | Jour / Soir / Nuit / Fêtes O / O / N / O                        | Voy. / an —                                                     | Dépôt —                                                         |
| 134   | Desserte : - Principaux arrêts : Rußhütte, Bernkasteler Platz, Rastpfuhl, Caritas Klinik, Burbacher Markt, Pfählerstraße / Ottenhausen, Klarenthal Rathaus, Dellbrückschacht. |                                                                 |                                                                 |                                                                 |                                                                 |                                                                 |                                                                 |                                                                 |                                                                 |
| 134   | Autre : |                                                                 |                                                                 |                                                                 |                                                                 |                                                                 |                                                                 |                                                                 |                                                                 |
| 134   | Dernière actualisation : — |                                                                 |                                                                 |                                                                 |                                                                 |                                                                 |                                                                 |                                                                 |                                                                 |
| 135   | Römerkastell ⥋ Scheidt Im Flürchen | Römerkastell ⥋ Scheidt Im Flürchen                              | Römerkastell ⥋ Scheidt Im Flürchen                              | Römerkastell ⥋ Scheidt Im Flürchen                              | Römerkastell ⥋ Scheidt Im Flürchen                              | Römerkastell ⥋ Scheidt Im Flürchen                              | Römerkastell ⥋ Scheidt Im Flürchen                              | Römerkastell ⥋ Scheidt Im Flürchen                              | Römerkastell ⥋ Scheidt Im Flürchen                              |
| 135   | Ouverture / Fermeture — / — | Longueur —                                                      | Durée —                                                         | Nb. d’arrêts 15                                                 | Matériel —                                                      | Jours de fonctionnement L, Ma, Me, J, V, S, D                   | Jour / Soir / Nuit / Fêtes O / N / N / O                        | Voy. / an —                                                     | Dépôt —                                                         |
| 135   | Desserte : - Principaux arrêts : Römerkastell, Schafbrücke Bahnhof, Scheidterberg, Scheidt Bahnhof, Scheidt Im Flürchen. |                                                                 |                                                                 |                                                                 |                                                                 |                                                                 |                                                                 |                                                                 |                                                                 |
| 135   | Autre : |                                                                 |                                                                 |                                                                 |                                                                 |                                                                 |                                                                 |                                                                 |                                                                 |
| 135   | Dernière actualisation : — |                                                                 |                                                                 |                                                                 |                                                                 |                                                                 |                                                                 |                                                                 |                                                                 |
| 136   | Klinikum Saarbrücken ⥋ Dudweiler Dudoplatz | Klinikum Saarbrücken ⥋ Dudweiler Dudoplatz                      | Klinikum Saarbrücken ⥋ Dudweiler Dudoplatz                      | Klinikum Saarbrücken ⥋ Dudweiler Dudoplatz                      | Klinikum Saarbrücken ⥋ Dudweiler Dudoplatz                      | Klinikum Saarbrücken ⥋ Dudweiler Dudoplatz                      | Klinikum Saarbrücken ⥋ Dudweiler Dudoplatz                      | Klinikum Saarbrücken ⥋ Dudweiler Dudoplatz                      | Klinikum Saarbrücken ⥋ Dudweiler Dudoplatz                      |
| 136   | Ouverture / Fermeture — / — | Longueur —                                                      | Durée —                                                         | Nb. d’arrêts 29                                                 | Matériel —                                                      | Jours de fonctionnement L, Ma, Me, J, V, S, D                   | Jour / Soir / Nuit / Fêtes O / N / N / O                        | Voy. / an —                                                     | Dépôt —                                                         |
| 136   | Desserte : - Principaux arrêts : Klinikum Saarbrücken, Julius-Kiefer-Straße, Römerkastell, Ilseplatz, Universität, Dudweiler Dudoplatz. |                                                                 |                                                                 |                                                                 |                                                                 |                                                                 |                                                                 |                                                                 |                                                                 |
| 136   | Autre : |                                                                 |                                                                 |                                                                 |                                                                 |                                                                 |                                                                 |                                                                 |                                                                 |
| 136   | Dernière actualisation : — |                                                                 |                                                                 |                                                                 |                                                                 |                                                                 |                                                                 |                                                                 |                                                                 |
| 137   | Römerkastell ⥋ Brebach Bahnhof | Römerkastell ⥋ Brebach Bahnhof                                  | Römerkastell ⥋ Brebach Bahnhof                                  | Römerkastell ⥋ Brebach Bahnhof                                  | Römerkastell ⥋ Brebach Bahnhof                                  | Römerkastell ⥋ Brebach Bahnhof                                  | Römerkastell ⥋ Brebach Bahnhof                                  | Römerkastell ⥋ Brebach Bahnhof                                  | Römerkastell ⥋ Brebach Bahnhof                                  |
| 137   | Ouverture / Fermeture — / — | Longueur —                                                      | Durée —                                                         | Nb. d’arrêts 28                                                 | Matériel —                                                      | Jours de fonctionnement L, Ma, Me, J, V, S, D                   | Jour / Soir / Nuit / Fêtes O / O / O / O                        | Voy. / an —                                                     | Dépôt —                                                         |
| 137   | Desserte : - Principaux arrêts : Römerkastell, Schneidershof, Bischmisheim, Mühlenweg, Brebach Bahnhof. |                                                                 |                                                                 |                                                                 |                                                                 |                                                                 |                                                                 |                                                                 |                                                                 |
| 137   | Autre : |                                                                 |                                                                 |                                                                 |                                                                 |                                                                 |                                                                 |                                                                 |                                                                 |
| 137   | Dernière actualisation : — |                                                                 |                                                                 |                                                                 |                                                                 |                                                                 |                                                                 |                                                                 |                                                                 |
| 138   | Dudweiler Dudoplatz ⥋ Römerkastell | Dudweiler Dudoplatz ⥋ Römerkastell                              | Dudweiler Dudoplatz ⥋ Römerkastell                              | Dudweiler Dudoplatz ⥋ Römerkastell                              | Dudweiler Dudoplatz ⥋ Römerkastell                              | Dudweiler Dudoplatz ⥋ Römerkastell                              | Dudweiler Dudoplatz ⥋ Römerkastell                              | Dudweiler Dudoplatz ⥋ Römerkastell                              | Dudweiler Dudoplatz ⥋ Römerkastell                              |
| 138   | Ouverture / Fermeture — / — | Longueur —                                                      | Durée —                                                         | Nb. d’arrêts 32                                                 | Matériel —                                                      | Jours de fonctionnement L, Ma, Me, J, V, S, D                   | Jour / Soir / Nuit / Fêtes O / O / O / O                        | Voy. / an —                                                     | Dépôt —                                                         |
| 138   | Desserte : - Principaux arrêts : Römerkastell, Saarbasar, Schafbrücke Bahnhof, Scheidt Bahnhof, Universität Busterminal, Guckelsberg, Dudweiler Dudoplatz. |                                                                 |                                                                 |                                                                 |                                                                 |                                                                 |                                                                 |                                                                 |                                                                 |
| 138   | Autre : |                                                                 |                                                                 |                                                                 |                                                                 |                                                                 |                                                                 |                                                                 |                                                                 |
| 138   | Dernière actualisation : — |                                                                 |                                                                 |                                                                 |                                                                 |                                                                 |                                                                 |                                                                 |                                                                 |
| 139   | Römerkastell ⥋ Römerkastell | Römerkastell ⥋ Römerkastell                                     | Römerkastell ⥋ Römerkastell                                     | Römerkastell ⥋ Römerkastell                                     | Römerkastell ⥋ Römerkastell                                     | Römerkastell ⥋ Römerkastell                                     | Römerkastell ⥋ Römerkastell                                     | Römerkastell ⥋ Römerkastell                                     | Römerkastell ⥋ Römerkastell                                     |
| 139   | Ouverture / Fermeture — / — | Longueur —                                                      | Durée —                                                         | Nb. d’arrêts 20                                                 | Matériel —                                                      | Jours de fonctionnement L, Ma, Me, J, V, S                      | Jour / Soir / Nuit / Fêtes O / N / N / N                        | Voy. / an —                                                     | Dépôt —                                                         |
| 139   | Desserte : - Principaux arrêts : Römerkastell, Kobenhütte, Telekom, Eschberg Tilsiter Straße, Stettiner Straße, Im Helmerswald, Römerkastell. |                                                                 |                                                                 |                                                                 |                                                                 |                                                                 |                                                                 |                                                                 |                                                                 |
| 139   | Autre : |                                                                 |                                                                 |                                                                 |                                                                 |                                                                 |                                                                 |                                                                 |                                                                 |
| 139   | Dernière actualisation : — |                                                                 |                                                                 |                                                                 |                                                                 |                                                                 |                                                                 |                                                                 |                                                                 |
| 151   | Rastpfuhl ⥋ Betriebshof | Rastpfuhl ⥋ Betriebshof                                         | Rastpfuhl ⥋ Betriebshof                                         | Rastpfuhl ⥋ Betriebshof                                         | Rastpfuhl ⥋ Betriebshof                                         | Rastpfuhl ⥋ Betriebshof                                         | Rastpfuhl ⥋ Betriebshof                                         | Rastpfuhl ⥋ Betriebshof                                         | Rastpfuhl ⥋ Betriebshof                                         |
| 151   | Ouverture / Fermeture — / — | Longueur —                                                      | Durée —                                                         | Nb. d’arrêts 60                                                 | Matériel —                                                      | Jours de fonctionnement D                                       | Jour / Soir / Nuit / Fêtes N / N / O / O                        | Voy. / an —                                                     | Dépôt —                                                         |
| 151   | Desserte : - Principaux arrêts : Rastpfuhl, Burbach, Malstatt, Hauptbahnhof, Burbach, Altenkessel, Luisenthal, Klarenthal, Gersweiler, Betriebshof. |                                                                 |                                                                 |                                                                 |                                                                 |                                                                 |                                                                 |                                                                 |                                                                 |
| 151   | Autre : |                                                                 |                                                                 |                                                                 |                                                                 |                                                                 |                                                                 |                                                                 |                                                                 |
| 151   | Dernière actualisation : — |                                                                 |                                                                 |                                                                 |                                                                 |                                                                 |                                                                 |                                                                 |                                                                 |
| 152   | Hauptbahnhof ⥋ Omersheim | Hauptbahnhof ⥋ Omersheim                                        | Hauptbahnhof ⥋ Omersheim                                        | Hauptbahnhof ⥋ Omersheim                                        | Hauptbahnhof ⥋ Omersheim                                        | Hauptbahnhof ⥋ Omersheim                                        | Hauptbahnhof ⥋ Omersheim                                        | Hauptbahnhof ⥋ Omersheim                                        | Hauptbahnhof ⥋ Omersheim                                        |
| 152   | Ouverture / Fermeture — / — | Longueur —                                                      | Durée —                                                         | Nb. d’arrêts 47                                                 | Matériel —                                                      | Jours de fonctionnement D                                       | Jour / Soir / Nuit / Fêtes N / N / O / O                        | Voy. / an —                                                     | Dépôt —                                                         |
| 152   | Desserte : - Principaux arrêts : Hauptbahnhof, Halberg, Brebach, Bischmisheim, Fechingen, Ensheim, Ormesheim. |                                                                 |                                                                 |                                                                 |                                                                 |                                                                 |                                                                 |                                                                 |                                                                 |
| 152   | Autre : |                                                                 |                                                                 |                                                                 |                                                                 |                                                                 |                                                                 |                                                                 |                                                                 |
| 152   | Dernière actualisation : — |                                                                 |                                                                 |                                                                 |                                                                 |                                                                 |                                                                 |                                                                 |                                                                 |
| 153   | Hauptbahnhof ⥋ Eschberg Tilsiter Straße | Hauptbahnhof ⥋ Eschberg Tilsiter Straße                         | Hauptbahnhof ⥋ Eschberg Tilsiter Straße                         | Hauptbahnhof ⥋ Eschberg Tilsiter Straße                         | Hauptbahnhof ⥋ Eschberg Tilsiter Straße                         | Hauptbahnhof ⥋ Eschberg Tilsiter Straße                         | Hauptbahnhof ⥋ Eschberg Tilsiter Straße                         | Hauptbahnhof ⥋ Eschberg Tilsiter Straße                         | Hauptbahnhof ⥋ Eschberg Tilsiter Straße                         |
| 153   | Ouverture / Fermeture — / — | Longueur —                                                      | Durée —                                                         | Nb. d’arrêts 29                                                 | Matériel —                                                      | Jours de fonctionnement D                                       | Jour / Soir / Nuit / Fêtes N / N / O / O                        | Voy. / an —                                                     | Dépôt —                                                         |
| 153   | Desserte : - Principaux arrêts : Hauptbahnhof, Rathaus, Ilsestraße, Stadion Kieselhumes, Eschberg Tilsiter Straße. |                                                                 |                                                                 |                                                                 |                                                                 |                                                                 |                                                                 |                                                                 |                                                                 |
| 153   | Autre : |                                                                 |                                                                 |                                                                 |                                                                 |                                                                 |                                                                 |                                                                 |                                                                 |
| 153   | Dernière actualisation : — |                                                                 |                                                                 |                                                                 |                                                                 |                                                                 |                                                                 |                                                                 |                                                                 |
| 154   | Heusweiler Markt ⥋ Halberger Hütte | Heusweiler Markt ⥋ Halberger Hütte                              | Heusweiler Markt ⥋ Halberger Hütte                              | Heusweiler Markt ⥋ Halberger Hütte                              | Heusweiler Markt ⥋ Halberger Hütte                              | Heusweiler Markt ⥋ Halberger Hütte                              | Heusweiler Markt ⥋ Halberger Hütte                              | Heusweiler Markt ⥋ Halberger Hütte                              | Heusweiler Markt ⥋ Halberger Hütte                              |
| 154   | Ouverture / Fermeture — / — | Longueur —                                                      | Durée —                                                         | Nb. d’arrêts 42                                                 | Matériel —                                                      | Jours de fonctionnement D                                       | Jour / Soir / Nuit / Fêtes N / N / O / O                        | Voy. / an —                                                     | Dépôt —                                                         |
| 154   | Desserte : - Principaux arrêts : Heusweiler Markt, Walpershofen, Riegelsberg, Rastpfuhl, Hauptbahnhof, Römerkastell, Halberger Hütte. |                                                                 |                                                                 |                                                                 |                                                                 |                                                                 |                                                                 |                                                                 |                                                                 |
| 154   | Autre : |                                                                 |                                                                 |                                                                 |                                                                 |                                                                 |                                                                 |                                                                 |                                                                 |
| 154   | Dernière actualisation : — |                                                                 |                                                                 |                                                                 |                                                                 |                                                                 |                                                                 |                                                                 |                                                                 |
| 161   | Römerkastell ⥋ Funkhaus Halberg | Römerkastell ⥋ Funkhaus Halberg                                 | Römerkastell ⥋ Funkhaus Halberg                                 | Römerkastell ⥋ Funkhaus Halberg                                 | Römerkastell ⥋ Funkhaus Halberg                                 | Römerkastell ⥋ Funkhaus Halberg                                 | Römerkastell ⥋ Funkhaus Halberg                                 | Römerkastell ⥋ Funkhaus Halberg                                 | Römerkastell ⥋ Funkhaus Halberg                                 |
| 161   | Ouverture / Fermeture — / — | Longueur —                                                      | Durée —                                                         | Nb. d’arrêts 4                                                  | Matériel —                                                      | Jours de fonctionnement L, Ma, Me, J, V                         | Jour / Soir / Nuit / Fêtes O / N / N / N                        | Voy. / an —                                                     | Dépôt —                                                         |
| 161   | Desserte : Römerkastell, Halberg, Schneidershof, Funkhaus Halberg. |                                                                 |                                                                 |                                                                 |                                                                 |                                                                 |                                                                 |                                                                 |                                                                 |
| 161   | Autre : |                                                                 |                                                                 |                                                                 |                                                                 |                                                                 |                                                                 |                                                                 |                                                                 |
| 161   | Dernière actualisation : — |                                                                 |                                                                 |                                                                 |                                                                 |                                                                 |                                                                 |                                                                 |                                                                 |
| 163   | Dudweiler Bahnhof ⥋ Universität Busterminal | Dudweiler Bahnhof ⥋ Universität Busterminal                     | Dudweiler Bahnhof ⥋ Universität Busterminal                     | Dudweiler Bahnhof ⥋ Universität Busterminal                     | Dudweiler Bahnhof ⥋ Universität Busterminal                     | Dudweiler Bahnhof ⥋ Universität Busterminal                     | Dudweiler Bahnhof ⥋ Universität Busterminal                     | Dudweiler Bahnhof ⥋ Universität Busterminal                     | Dudweiler Bahnhof ⥋ Universität Busterminal                     |
| 163   | Ouverture / Fermeture — / — | Longueur —                                                      | Durée —                                                         | Nb. d’arrêts 12                                                 | Matériel —                                                      | Jours de fonctionnement L, Ma, Me, J, V                         | Jour / Soir / Nuit / Fêtes O / N / N / N                        | Voy. / an —                                                     | Dépôt —                                                         |
| 163   | Desserte : - Principaux arrêts : Dudweiler Bahnhof, Dudweiler Dudoplatz, Universität Busterminal. |                                                                 |                                                                 |                                                                 |                                                                 |                                                                 |                                                                 |                                                                 |                                                                 |
| 163   | Autre : |                                                                 |                                                                 |                                                                 |                                                                 |                                                                 |                                                                 |                                                                 |                                                                 |
| 163   | Dernière actualisation : — |                                                                 |                                                                 |                                                                 |                                                                 |                                                                 |                                                                 |                                                                 |                                                                 |
| 164   | Dudweiler Dudoplatz ⥋ Dudweiler Dudoplatz | Dudweiler Dudoplatz ⥋ Dudweiler Dudoplatz                       | Dudweiler Dudoplatz ⥋ Dudweiler Dudoplatz                       | Dudweiler Dudoplatz ⥋ Dudweiler Dudoplatz                       | Dudweiler Dudoplatz ⥋ Dudweiler Dudoplatz                       | Dudweiler Dudoplatz ⥋ Dudweiler Dudoplatz                       | Dudweiler Dudoplatz ⥋ Dudweiler Dudoplatz                       | Dudweiler Dudoplatz ⥋ Dudweiler Dudoplatz                       | Dudweiler Dudoplatz ⥋ Dudweiler Dudoplatz                       |
| 164   | Ouverture / Fermeture — / — | Longueur —                                                      | Durée —                                                         | Nb. d’arrêts 13                                                 | Matériel —                                                      | Jours de fonctionnement L, Ma, Me, J, V, S, D                   | Jour / Soir / Nuit / Fêtes O / O / N / O                        | Voy. / an —                                                     | Dépôt —                                                         |
| 164   | Desserte : - Principaux arrêts : Dudweiler Dudoplatz, Dudweiler Welkertswiesen, Grühlingshöhe, Dudweiler Dudoplatz. |                                                                 |                                                                 |                                                                 |                                                                 |                                                                 |                                                                 |                                                                 |                                                                 |
| 164   | Autre : |                                                                 |                                                                 |                                                                 |                                                                 |                                                                 |                                                                 |                                                                 |                                                                 |
| 164   | Dernière actualisation : — |                                                                 |                                                                 |                                                                 |                                                                 |                                                                 |                                                                 |                                                                 |                                                                 |
| 165   | Rastpfuhl ⥋ Burbacher Markt | Rastpfuhl ⥋ Burbacher Markt                                     | Rastpfuhl ⥋ Burbacher Markt                                     | Rastpfuhl ⥋ Burbacher Markt                                     | Rastpfuhl ⥋ Burbacher Markt                                     | Rastpfuhl ⥋ Burbacher Markt                                     | Rastpfuhl ⥋ Burbacher Markt                                     | Rastpfuhl ⥋ Burbacher Markt                                     | Rastpfuhl ⥋ Burbacher Markt                                     |
| 165   | Ouverture / Fermeture — / — | Longueur —                                                      | Durée —                                                         | Nb. d’arrêts 15                                                 | Matériel —                                                      | Jours de fonctionnement L, Ma, Me, J, V                         | Jour / Soir / Nuit / Fêtes O / N / N / N                        | Voy. / an —                                                     | Dépôt —                                                         |
| 165   | Desserte : - Principaux arrêts : Rastpfuhl, Oberer Jenneweg, Caritas Klinik, Burbacher Markt. |                                                                 |                                                                 |                                                                 |                                                                 |                                                                 |                                                                 |                                                                 |                                                                 |
| 165   | Autre : |                                                                 |                                                                 |                                                                 |                                                                 |                                                                 |                                                                 |                                                                 |                                                                 |
| 165   | Dernière actualisation : — |                                                                 |                                                                 |                                                                 |                                                                 |                                                                 |                                                                 |                                                                 |                                                                 |
| 168   | Von der Heydt ⥋ Heinrichshaus | Von der Heydt ⥋ Heinrichshaus                                   | Von der Heydt ⥋ Heinrichshaus                                   | Von der Heydt ⥋ Heinrichshaus                                   | Von der Heydt ⥋ Heinrichshaus                                   | Von der Heydt ⥋ Heinrichshaus                                   | Von der Heydt ⥋ Heinrichshaus                                   | Von der Heydt ⥋ Heinrichshaus                                   | Von der Heydt ⥋ Heinrichshaus                                   |
| 168   | Ouverture / Fermeture — / — | Longueur —                                                      | Durée —                                                         | Nb. d’arrêts 4                                                  | Matériel —                                                      | Jours de fonctionnement L, Ma, Me, J, V                         | Jour / Soir / Nuit / Fêtes O / N / N / N                        | Voy. / an —                                                     | Dépôt —                                                         |
| 168   | Desserte : Von der Heydt, Forstamt, Von der Heydt Siedlung, Heinrichshaus. |                                                                 |                                                                 |                                                                 |                                                                 |                                                                 |                                                                 |                                                                 |                                                                 |
| 168   | Autre : |                                                                 |                                                                 |                                                                 |                                                                 |                                                                 |                                                                 |                                                                 |                                                                 |
| 168   | Dernière actualisation : — |                                                                 |                                                                 |                                                                 |                                                                 |                                                                 |                                                                 |                                                                 |                                                                 |